# Neochelonia melaleuca
Neochelonia melaleuca är en fjärilsart som beskrevs av Charles Oberthür 1912. Neochelonia melaleuca ingår i släktet Neochelonia och familjen björnspinnare. Inga underarter finns listade i Catalogue of Life.